# SDSS J141126.20+200911.1
SDSS J141126.20+200911.1 — двойная звезда в созвездии Волопаса на расстоянии приблизительно 577 световых лет (около 177 парсек) от Солнца. Возраст звезды определён как не менее 3 млрд лет.
Объект околопланетной массы SDSS J1411+2009 b открыт группой астрономов в 2018 году.

## Характеристики
Первый компонент — аккрецирующий белый карлик спектрального класса DA. Масса — около 0,53 солнечной, радиус — около 0,0179 солнечного. Эффективная температура — около 13000 K.
Второй компонент (SDSS J1411+2009 b) — коричневый карлик спектрального класса T5. Масса — около 50 юпитерианских, радиус — около 0,87 юпитерианского. Эффективная температура — около 1300 K. Орбитальный период — около 0,0854 суток (2,0496 часа).